# Pantionsaari (ö i Södra Savolax)
Pantionsaari är en ö i Finland. Den ligger i sjön Pihlajavesi och i kommunen Nyslott i  landskapet Södra Savolax, i den sydöstra delen av landet, 280 km nordost om huvudstaden Helsingfors. Öns area är 5,2 hektar och dess största längd är 0,5 kilometer i sydöst-nordvästlig riktning.